# 1-ви AVN награди
Първата церемония по връчване на AVN наградите е събитие, на което списание „AVN“ представя своите годишни AVN награди в чест на най-добрите порнографски филми, изпълнители и продукти за възрастни за предходната година в САЩ и се състои през месец февруари 1984 г. в Лас Вегас, САЩ.
Носители на награди
- Най-добра актриса – филм: Шарън Мичъл
- Най-добър актьор – филм: Ричърд Пачеко
- Най-добра нова звезда: Рейчъл Ашли
- Най-добра поддържаща актриса – филм: Тифани Кларк
- Най-добър поддържащ актьор – филм: Ричърд Пачеко
- Най-добра секс сцена с двойка – филм: Тифани Кларк и Майкъл Брук